# Parc provincial Cypress
Le parc provincial Cypress (anglais : Cypress Provincial Park) est un parc provincial de Colombie-Britannique, au Canada. Le parc inclut le centre de ski de Cypress Mountain, qui est utilisé pour les Jeux olympiques d'hiver de 2010.
Le nom du parc provient de la présence de cyprès de Nootka dans le parc.

## Faune
On retrouve 20 espèces de mammifères à Cypress. Les ongulés du parc sont le Cerf mulet (Odocoileus hemionus) et la Chèvre de montagne (Oreamnos americanus).  Les carnivores qui fréquente le parc sont le Coyote (Canis latrans), l'Ours noir (Ursus americanus), le Lynx du Canada (Lynx canadensis), le Lynx roux (Lynx rufus), la belette[Laquelle ?] et la Martre d'Amérique (Martes americana).  Les petits mammifères du parc sont l'Écureuil de Douglas (Tamiasciurus douglasii), le tamia [Lequel ?], le Lièvre d'Amérique (Lepus americanus), le Grand polatouche (Glaucomys sabrinus), le Rat à queue touffue (Neotoma cinerea), la musaraigne[Laquelle ?], le campagnol[Lequel ?] et le Pica d'Amérique (Ochotona princeps).
Au moins 113 espèces d'oiseaux ont déjà été vu dans le parc.
On retrouve 4 espèces d'amphibiens dans le parc, soit la Salamandre foncée (Ambystoma gracile), la Salamandre à dos rayé (Plethodon vehiculum), la Rainette du Pacifique (Pseudacris regilla) et la Grenouille-à-queue côtière (Ascaphus truei). On y rencontre fréquemment des couleuvres du genre Thamnophis[Laquelle ?].

## Activités
Durant l'hiver, le centre de ski Cypress Mountain est ouvert à la fois au ski de fond et au ski alpin. La station est équipée de 5 télésièges. La station possède 38 descentes et 19 km de piste de ski de fond. Elle est la plus grande station de ski alpin de la rive nord de Vancouver.
L'été, le parc est populaire parmi les randonneurs. Le parc inclut des sections du sentier Baden-Powell. À partir de 2005, Cypress Mountain a été aménagé pour la descente de vélo tout terrain.

## Jeux olympiques de 2010
Durant les jeux olympiques d'hiver de 2010, Cypress Mountain reçoit les épreuves ski acrobatique et de snowboard.